# E531
E531 eller Europaväg 531 är en 90 km lång europaväg som går från Offenburg till Donaueschingen i Tyskland. 

## Sträckning
Offenburg - Villingen-Schwenningen - Donaueschingen

## Standard
Vägen är landsväg hela sträckan.

## Anslutningar till andra europavägar
- E35
- E41